# 英國護照署
國王陛下護照署（His Majesty's Passport Office﹐簡稱HMPO）是英國內政部轄下的行政機構，為全球英國國民處理英國護照申請和印製工作，英國國民（海外）護照的續證申請及印製事宜也是由護照署負責。護照署於2006年4月1日成立時稱為身份及護照服務署（Identity and Passport Service），2013年5月更改為現時的名稱。
2008年4月1日，英格蘭和威爾士登記總處（General Register Office for England and Wales）成為了護照辦公室的附屬機構，專門辦理人生大事的證書，如出生，死亡，婚姻及民事結合。